# Rachelle Lefèvre
Pour les articles homonymes, voir Lefèvre.
Rachelle Lefèvre, née le 1er février 1979 à Montréal, (Québec, Canada), est une actrice canado-américaine.
Elle est notamment connue pour son rôle de Stacey Hanson dans Le Loup-garou du campus, celui de Victoria dans la saga Twilight et de Julia Shumway dans la série télévisée Under the Dome, diffusée sur CBS.

## Biographie

### Jeunesse
Rachelle est élevée à Montréal, son père est professeur d'anglais et sa mère psychologue. Elle a trois sœurs et maîtrise les langues anglaise et française.

### Formation
Elle étudie les arts au Collège Dawson, le théâtre durant deux étés au Walnut Hill School (en), à Natick, au Massachusetts (États-Unis) et commence des études universitaires en éducation et en littérature à l'Université McGill (Montréal). Elle termine ses études universitaires, alternant les sessions de tournage avec les sessions d'études.

### Vie privée
En 2009, elle a été en couple avec Jamie King.
Depuis 2013, elle est la compagne du chef cuisinier Chris Crary. En 2016, elle a donné naissance à leur premier enfant, un petit garçon.

## Carrière
Travaillant comme serveuse dans un bar à sushi à Westmount, un client régulier l'aide à obtenir une audition pour l'émission de télévision Student Bodies (Vice versa au Québec). Sans décrocher de rôle, elle est remarquée et décrochera, en 1999, le rôle de Stacey Hanson dans la série Le Loup-garou du campus.
En 2002, Rachelle fait une apparition dans le film Confessions d'un homme dangereux de George Clooney. Elle obtient un rôle dans la comédie romantique Hatley High en 2003.
En 2004, elle déménage à West Hollywood, en Californie, et apparaît dans le film Noël, de Chazz Palminteri. En avril 2004, elle tourne le thriller The River King à Halifax, en Nouvelle-Écosse.
En 2008, Rachelle obtient le rôle de la vampire Victoria dans le film Twilight, chapitre I : Fascination, tiré du roman Fascination de Stephenie Meyer. Après avoir lu que l'autrice utilise le mot « féline » pour décrire son personnage, Rachelle visionne des vidéos d'attaques de lions sur YouTube afin d'adapter ses mouvements en conséquence,. Elle a passé des heures à travailler sur le costume de son personnage et affirme qu'elle est « obsédée » par les vampires depuis sa lecture, à l'âge de 14 ans, du livre Dracula de Bram Stoker. Elle doit abandonner ses camarades de travail pour le tournage du troisième volet de la saga en juillet 2009, à la suite d'autres engagements professionnels.
En 2011, elle joue dans Off the Map : Urgences au bout du monde et A Gifted Man (jusqu'en 2012), elle obtient également un rôle dans les films Le Monde de Barney et The Caller.
De 2013 à 2015, elle tient le rôle de Julia Shumway dans la série télévisée Under The Dome, diffusée sur CBS. Entre-temps on la retrouve au cinéma dans Homefront au côté de Jason Statham et Traffics, cette fois-ci au côté de Ryan Phillippe.
En 2016, elle a un petit rôle dans le film Escapade fatale avec Joel Kinnaman et Tom Holland.
En 2017, elle est présente au casting du film Hollow in the Land et de la série Doomsday.
Elle tient le rôle d'Olivia Bloom dans la série Dre Mary : mort sur ordonnance.

## Filmographie

### Cinéma
- 2000 : Stardom de Denys Arcand : Catherine
- 2001 : Life in the Balance d'Adam Weissman : Kristy Carswell
- 2001 : Dead Awake de Marc S.Grenier : Randi Baum
- 2002 : Abandon de Stephen Gaghan : Eager Beaver
- 2003 : Confessions d'un homme dangereux (Confessions of a Dangerous Mind) de George Clooney : Tuvia à 25 ans
- 2003 : Hatley High de Phil Price : Hyacinthe Marquez
- 2004 : Noël de Chazz Palminteri : Holly
- 2005 : The River King de Nick Willing : Carlin Leander
- 2005 : Pure de Jim Donovan : Julie
- 2007 : Suffering Man's Charity d'Alan Cumming : Elaine
- 2007 : Fugitive Pieces de Jeremy Podeswa : Naomi
- 2008 : Prom Wars : Love Is a Battlefield de Phil Price : Sabina
- 2008 : Twilight, chapitre I : Fascination de Catherine Hardwicke : Victoria
- 2009 : Twilight, chapitre II : Tentation (New Moon) de Chris Weitz : Victoria
- 2009 : The Pool Boys de J.B. Rogers : Laura
- 2010 : Casino Jack de George Hickenlooper : Emily Miller
- 2011 : Le Monde de Barney de Richard J.Lewis : Clara "Chambers" Charnofsky
- 2011 : The Caller de Matthew Parkhill : Mary Kee
- 2012 : Omertà de Luc Dionne : Sophie
- 2013 : La Légende de Sarila de : Apik (voix)
- 2013 : White House Down de Roland Emmerich : Melanie
- 2013 : American Stories de Wayne Kramer : Sandy
- 2014 : Homefront de Gary Fleder : Susan Hatch
- 2014 : Traffics (Reclaim) d'Alan White : Shannon
- 2016 : Escapade fatale de Rob Connolly : Karen
- 2017 : Hollow in the Land de Scooter Corkle : Charlene

### Courts métrages
- 2004 : The Big Thing de Carl Laudan : Sarah

### Télévision

#### Séries télévisées
- 1999 : Le Loup-garou du campus (Big Wolf on Campus) : Stacey Hanson
- 2000 : Les Prédateurs (The Hunger) : Une femme
- 2002 : Bliss : Marnie
- 2002 : Galidor : Defenders of the Outer Dimension : Tyreena
- 2003 : Largo Winch : Catarina
- 2003 : Charmed : Olivia Callaway
- 2004 : Petits Mythes urbains : La réceptionniste
- 2005 : Life on a Stick : Lily Ashton
- 2005 : Bones : Amy Morton
- 2006 : Veronica Mars : Marjorie
- 2006 : La Classe (The Class) : Sue
- 2006 : Four Kings : Lauren
- 2006 - 2007 : What About Brian : Heather / Summer
- 2007 : How I Met Your Mother : Sarah
- 2007 : The Closer : L.A. enquêtes prioritaires (The Closer) : Michelle Morgan
- 2007 : Les Experts : Manhattan (CSI : NY) : Devon Maxford
- 2008 : Boston Justice : Dana Strickland
- 2008 : The Summit : Leonie Adderly
- 2008 : Swingtown : Melinda
- 2008 : Les Experts (CSI : Crime Scene Investigation) : Kumari
- 2008 : Eli Stone : Candace Bonneville
- 2009 : Better Off Ted : Rebecca
- 2010 : The Deep End : Katie Campbell
- 2011 : Off the Map : Urgences au bout du monde (Off the Map) : Dr Ryan Clark
- 2011 - 2012 : A Gifted Man : Dr Kate Sykora
- 2013 - 2015 : Under the Dome : Julia Shumway
- 2017 : New York, unité spéciale (saison 18, épisode 8) : Nadine Lachere
- 2017 : Doomsday : Faye
- 2017 : Dre Mary : mort sur ordonnance : Olivia Bloom (saison 2)
- 2018 : Philip K. Dick's Electric Dreams (saison 1, épisode 5) : Katy
- 2019 : Proven Innocent : Madeline Scott
- 2020 : The Sounds (TV Series) : Maggie Cabbott
- 2022 : New York, police judiciaire (saison 21, épisode 2) : Nina Ellis

#### Téléfilms
- 2003 : Un nouveau départ (Picking Up & Dropping Off) de Steven Robman : Georgia
- 2003 : Deception de Richard Roy : Denise
- 2003 : Une célibataire à New York (See Jane Date) de Robert Berlinger : Eloise
- 2004 : The Legend of Butch and Sundance de Sergio Mimica-Gezzan : Etta Place
- 2005 : Pool Guys d'Andy Cadiff : Alana
- 2009 : Une vie de mensonges (Do You Know Me ?) de Penelope Buintenhis : Elsa Carter
- 2010 : Gimme Shelter de Christopher Chulack : Dr Katy Nourse
- 2011 : Reconstruction de Peter Horton : Anna
- 2022 : Coup de foudre en Bretagne (Moriah's Lighthhouse) de Stefan Scaini : Moïra Bufort

## Prix et récompenses
- 2010 : Teen Choice Awards : Choice Movie : Villain (Meilleur méchant) pour Twilight, chapitre II : Tentation[6]

## Voix francophones
En France, Léa Gabriele fut la première voix régulière de Rachelle Lefèvre. Depuis les années 2010, c'est Adeline Moreau qui la double régulièrement.
Au Québec, Mélanie Laberge est la voix régulière de l'actrice.